# Stará Myjava (vodní nádrž)
Stará Myjava  je vodní nádrž, která se nachází na řece Myjava v Myjavské pahorkatině. Její největší hloubka je 11 metrů, rozloha je 12 km².
Leží na severním okraji obce Stará Myjava a v jejím okolí je několik chat. Okolí nádrže poskytuje vhodné podmínky pro rekreaci a sportovní aktivity, v letním období je zde provozován dětský tábor. Kromě koupání, člunkování a rybolovu v nádrži jsou v okolí vhodné plochy pro fotbal, volejbal, plážový volejbal či stolní tenis. V zimní sezóně je návštěvníkům k dispozici nedaleko situovaný lyžařský areál se zasněžovanou sjezdovkou.